# Gradi delle forze armate del Regno d'Italia
Nella seguente tabella sono riportati i gradi delle forze armate del Regno d'Italia, Regio Esercito (al quale si aggiungono per completezza i Carabinieri Reali), Regia Marina, Regia Aeronautica e, dal 1924, Milizia Volontaria per la Sicurezza Nazionale, in uso tra il 1933 ed il 1945.

## Tabella dei gradi delle forze armate del Regno d'Italia 1861-1915

### Regio Esercito
|                     | (1870-1908)      |                  |            |                    |          |          |         |              |                   |          |                  |          |
| Regio Esercito      |                  |                  |            |                    |          |          |         |              |                   |          |                  |          |
| Generale d'Esercito | Tenente generale | Maggior generale | Colonnello | Tenente colonnello | Maggiore | Capitano | Tenente | Sottotenente | Sergente maggiore | Sergente | Caporal maggiore | Caporale |

|                     | Ufficiali generali (1908-1915) |                  |                  |
| Regio Esercito      |                                |                  |                  |
| Generale d'Esercito | Generale in Comando d'Armata   | Tenente generale | Maggior generale |

|                                     | Ufficiali (1908-1915) |                    |          |                |          |         |              |
| Regio Esercito                      |                       |                    |          |                |          |         |              |
| Colonnello comandante di reggimento | Colonnello            | Tenente colonnello | Maggiore | Primo capitano | Capitano | Tenente | Sottotenente |

|                      | Marescialli, sergenti e truppa (1908-1915) |                       |                   |          |                  |          |
| Regio Esercito       |                                            |                       |                   |          |                  |          |
| Maresciallo maggiore | Maresciallo capo                           | Maresciallo ordinario | Sergente maggiore | Sergente | Caporal maggiore | Caporale |

### Regia Marina

#### Ufficiali
| | Ufficiali (1861-1878) |                 |                      |                      |                           |                          |                            |
| Regia Marina |                       |                 |                      |                      |                           |                          |                            |
| Ammiraglio | Viceammiraglio        | Contrammiraglio | Capitano di vascello | Capitano di fregata1 | Luogotenente di vascello2 | Sottotenente di vascello | Guardiamarina di 1ª classe |
| 1Grado distinto in Capitano di fregata di 1ª Classe e Capitano di fregata di 2ª Classe 2Grado distinto in Luogotenente di vascello di 1ª Classe e Luogotenente di vascello di 2ª Classe |                       |                 |                      |                      |                           |                          |                            |

| | Ufficiali (1878-1923) |                 |                      |                      |                       |                      |                          |               |
| Regia Marina |                       |                 |                      |                      |                       |                      |                          |               |
| Ammiraglio | Viceammiraglio        | Contrammiraglio | Capitano di vascello | Capitano di fregata1 | Capitano di corvetta2 | Tenente di vascello3 | Sottotenente di vascello | Guardiamarina |
| 1Grado distinto fino al 1888 in Capitano di fregata di 1ª Classe e Capitano di fregata di 2ª Classe 2Grado istituito nel 1888 in sostituzione del grado di Capitano di fregata di 2ª Classe 2Grado distinto fino al 1888 in Luogotenente di vascello di 1ª Classe e Luogotenente di vascello di 2ª Classe; dal 1904 denominato Tenente di vascello |                       |                 |                      |                      |                       |                      |                          |               |

#### Sottufficiali e comuni
| | Sottufficiali e comuni (1861-1878) |                   |                   |                   |                   |                   |              |              |                       |                       |                     |                     |                     |                     |                                        |                                        |
| Regia Marina |                                    |                   |                   |                   |                   |                   |              |              | fino al 1876 dal 1876 | fino al 1876 dal 1876 |                     |                     |                     |                     | Nessun distintivo di grado o categoria | Nessun distintivo di grado o categoria |
| Regia Marina | Capo di 1ª classe                  | Capo di 1ª classe | Capo di 2ª Classe | Capo di 2ª Classe | Capo di 3ª Classe | Capo di 3ª Classe | Secondo capo | Secondo capo | Sottocapo             | Sottocapo             | Comune di 1ª classe | Comune di 1ª classe | Comune di 2ª classe | Comune di 2ª classe | Comune di 3ª classe                    | Comune di 3ª classe                    |
| 1Nome della categoria (ad esempio, torpediniere scelto) 2Nome della categoria (ad esempio, cannoniere); presenta solamente il distintivo di categoria |                                    |                   |                   |                   |                   |                   |              |              |                       |                       |                     |                     |                     |                     |                                        |                                        |

| | Sottufficiali e comuni (1878-1890) |                       |                   |                   |                   |                   |              |              |           |           |                     |                     |                     |                     |                                            |                                            |
| Regia Marina | fino al 1885 dal 1885              | fino al 1885 dal 1885 |                   |                   |                   |                   |              |              |           |           |                     |                     |                     |                     |                                            |                                            |
| Regia Marina | Capo di 1ª classe                  | Capo di 1ª classe     | Capo di 2ª Classe | Capo di 2ª Classe | Capo di 3ª Classe | Capo di 3ª Classe | Secondo capo | Secondo capo | Sottocapo | Sottocapo | Comune di 1ª classe | Comune di 1ª classe | Comune di 2ª classe | Comune di 2ª classe | Comune di 3ª classe - Comune di 4ª classe1 | Comune di 3ª classe - Comune di 4ª classe1 |
| 1Nel 1888 venne istituito, con Regio decreto nº 5462 dell'8 luglio 1888 il grado di Comune di 4ª classe per i marinari, grado presente nella Marina del Regno di Sardegna ed abolita dopo l'unità d'Italia. Nel 1890 i comuni erano suddivisi in comuni di 1ª classe, allievi (2ª classe) ed infine mozzi, garzoni (degli operai) ed allievi macchinisti (3ª classe). Nel 1897 i comuni vennero distinti in comuni scelti (1ª classe), allievi e classe di base (2ª classe) ed in ultimo mozzi, mozzi specialisti ed allievi macchinisti |                                    |                       |                   |                   |                   |                   |              |              |           |           |                     |                     |                     |                     |                                            |                                            |

| | Sottufficiali e comuni (1890-1908) |                   |                   |                   |                    |                    |                       |                       |                           |                           |           |           |                     |                     |                     |                     |                      |                      |
| Regia Marina |                                    |                   |                   |                   | fino al 1907       | fino al 1907       | dal 1908              | dal 1908              |                           |                           |           |           |                     |                     |                     |                     |                      |                      |
| Regia Marina | Capo di 1ª classe                  | Capo di 1ª classe | Capo di 2ª Classe | Capo di 2ª Classe | Capo di 3ª Classe1 | Capo di 3ª Classe1 | Secondo capo anziano2 | Secondo capo anziano2 | Secondo capo (ordinario)3 | Secondo capo (ordinario)3 | Sottocapo | Sottocapo | Comune di 1ª classe | Comune di 1ª classe | Comune di 2ª classe | Comune di 2ª classe | Comune di 3ª classe4 | Comune di 3ª classe4 |
| 1Grado abrogato nel 1907 e ripristinato nel 1923 2Grado istituito nel 1908 e unificato nel 1936 con il grado di secondo capo (ordinario) nel grado di secondo capo 3Grado unificato nel 1936 con il grado di secondo capo anziano nel grado di secondo capo 4Grado presente dal 1897 solamente nella categoria marinai e macchinisti con la qualifica di mozzi ed allievi macchinisti |                                    |                   |                   |                   |                    |                    |                       |                       |                           |                           |           |           |                     |                     |                     |                     |                      |                      |

## Tabella dei gradi delle forze armate del Regno d'Italia 1915-1918

### Ufficiali - Regio Esercito
|                     | Ufficiali generali                               |                                      |                                               |                                          |                                          |                                        |                    |
| Regio Esercito      |                                                  |                                      |                                               |                                          |                                          |                                        |                    |
| Generale d'Esercito | Tenente Generale capo di stato maggiore esercito | Tenente Generale in Comando d'Armata | Tenente Generale in Comando di Corpo d'Armata | Tenente Generale in Comando di Divisione | Maggior Generale in Comando di Divisione | Maggior Generale in Comando di Brigata | Brigadier Generale |

|                                  | Ufficiali superiori                 |            |                                   |                    |          |
| Regio Esercito                   |                                     |            |                                   |                    |          |
| Colonnello in comando di brigata | Colonnello in comando di reggimento | Colonnello | Tenente colonnello di battaglione | Tenente colonnello | Maggiore |

|                | Ufficiali inferiori                |          |                                 |         |              |           |
| Regio Esercito |                                    |          |                                 |         |              |           |
| Primo capitano | Capitano in comando di battaglione | Capitano | Tenente in comando di compagnia | Tenente | Sottotenente | Aspirante |

### Sottufficiali graduati e truppa - Regio Esercito
|                       | Marescialli                          | Marescialli                       | Marescialli                          | Marescialli       | Sergenti | Sergenti          | Graduati di truppa e truppa | Graduati di truppa e truppa | Graduati di truppa e truppa |
| Regio Esercito        |                                      |                                   |                                      |                   |          |                   |                             |                             |                             |
| Aiutante di battaglia | Maresciallo maggiore o di reggimento | Maresciallo capo o di battaglione | Maresciallo ordinario o di compagnia | Sergente maggiore | Sergente | Caporale maggiore | Caporale                    | Soldato                     |                             |

### Ufficiali - Regia Marina
|              | Ufficiali (1878-1923) |                |                |                 |                 |                 |                 |                      |                      |                     |                     |                      |                      |                           |                     |                          |                          |                          |               |               |               |
| Regia Marina |                       |                |                |                 |                 |                 |                 |                      |                      |                     |                     |                      |                      |                           |                     |                          |                          |                          |               |               |               |
| Ammiraglio   | Ammiraglio            | Viceammiraglio | Viceammiraglio | Contrammiraglio | Contrammiraglio | Sottoammiraglio | Sottoammiraglio | Capitano di vascello | Capitano di vascello | Capitano di fregata | Capitano di fregata | Capitano di corvetta | Capitano di corvetta | Primo tenente di vascello | Tenente di vascello | Sottotenente di vascello | Sottotenente di vascello | Sottotenente di vascello | Guardiamarina | Guardiamarina | Guardiamarina |

### Sottufficiali e comuni - Regia Marina
| | Sottufficiali e comuni (1908-1923) |                   |                   |                      |                      |                          |                          |           |           |                                      |                                      |                               |                               |                              |                              |
| Regia Marina |                                    |                   |                   |                      |                      |                          |                          |           |           |                                      |                                      |                               |                               |                              |                              |
| Capo di 1ª classe | Capo di 1ª classe                  | Capo di 2ª Classe | Capo di 2ª Classe | Secondo capo anziano | Secondo capo anziano | Secondo capo (ordinario) | Secondo capo (ordinario) | Sottocapo | Sottocapo | Comune di 1ª classe (comune1 scelto) | Comune di 1ª classe (comune1 scelto) | Comune di 2ª classe (comune2) | Comune di 2ª classe (comune2) | Comune di 3ª classe (mozzo3) | Comune di 3ª classe (mozzo3) |
| 1Nome della categoria (ad esempio, torpediniere scelto) 2Nome della categoria (ad esempio, cannoniere); presenta solamente il distintivo di categoria 3Grado presente solamente nella categoria marinai e macchinisti con la qualifica di mozzi ed allievi macchinisti |                                    |                   |                   |                      |                      |                          |                          |           |           |                                      |                                      |                               |                               |                              |                              |

## Tabella dei gradi delle forze armate del Regno d'Italia 1933-1946
| Regio Esercito                              | Regio Esercito                              | Regia Marina                                    | Regia Aeronautica                        | MVSN                                         |
|                                             | Carabinieri Reali                           | Regia Marina                                    | Regia Aeronautica                        | MVSN                                         |
| ufficiali generali / ufficiali ammiragli    | ufficiali generali / ufficiali ammiragli    | ufficiali generali / ufficiali ammiragli        | ufficiali generali / ufficiali ammiragli | ufficiali generali / ufficiali ammiragli     |
| ------------------------------------------- | ------------------------------------------- | ----------------------------------------------- | ---------------------------------------- | -------------------------------------------- |
| primo maresciallo dell'Impero               | primo maresciallo dell'Impero               | primo maresciallo dell'Impero                   | primo maresciallo dell'Impero            | Primo caporale d'onore                       |
| maresciallo d'Italia                        | maresciallo d'Italia                        | grande ammiraglio                               | maresciallo dell’aria                    | Caporale d'onore                             |
| generale d'armata                           | generale d'armata                           | ammiraglio d'armata                             | generale d'armata aerea                  | comandante generale                          |
| generale designato d'armata                 |                                             | ammiraglio designato d'armata                   | generale designato d'armata aerea        |                                              |
| generale di corpo d'armata tenente generale | Generale di corpo d'armata tenente generale | ammiraglio di squadra Ammiraglio ispettore capo | Generale di squadra aerea                | luogotenente generale capo di stato maggiore |
| generale di divisione maggior generale      | generale di divisione maggior generale      | ammiraglio di divisione Ammiraglio ispettore    | generale di divisione aerea              | luogotenente generale                        |
| Generale di brigata brigadier generale      | Generale di brigata brigadier generale      | contrammiraglio                                 | generale di brigata aerea                | console generale                             |
| ufficiali superiori                         |                                             |                                                 |                                          |                                              |
| colonnello comandante                       |                                             |                                                 |                                          |                                              |
| colonnello                                  | colonnello                                  | capitano di vascello                            | colonnello                               | console                                      |
| tenente colonnello                          | tenente colonnello                          | capitano di fregata                             | tenente colonnello                       | primo seniore                                |
| maggiore                                    | maggiore                                    | capitano di corvetta                            | maggiore                                 | seniore                                      |
| ufficiali inferiori                         |                                             |                                                 |                                          |                                              |
| Primo capitano                              |                                             |                                                 |                                          |                                              |
| capitano                                    | capitano                                    | tenente di vascello                             | capitano                                 | centurione                                   |
| Primo tenente                               |                                             |                                                 |                                          |                                              |
| tenente                                     | tenente                                     | sottotenente di vascello                        | tenente                                  | capomanipolo                                 |
| sottotenente                                | sottotenente                                | guardiamarina                                   | sottotenente                             | sottocapomanipolo                            |
| Aspirante ufficiale                         |                                             | Aspirante guardiamarina Aspirante sottotenente  |                                          |                                              |
| sottufficiali                               |                                             |                                                 |                                          |                                              |
| Aiutante di battaglia                       |                                             |                                                 |                                          |                                              |
| maresciallo maggiore                        | maresciallo maggiore                        | capo di prima classe                            | maresciallo di prima classe              | primo aiutante                               |
| maresciallo capo                            | maresciallo capo                            | capo di seconda classe                          | maresciallo di seconda classe            | Aiutante capo                                |
| maresciallo ordinario                       | maresciallo ordinario                       | capo di terza classe                            | maresciallo di terza classe              | Aiutante                                     |
| sergente maggiore                           | brigadiere                                  | secondo capo                                    | sergente maggiore                        | Primo caposquadra                            |
| sergente                                    | vice brigadiere                             | sergente (istituito nel 1938)                   | sergente                                 | Caposquadra                                  |
| truppa                                      |                                             |                                                 |                                          |                                              |
| caporale maggiore                           | appuntato                                   | sottocapo                                       | primo aviere                             | Vicecaposquadra                              |
| caporale                                    | carabiniere                                 | comune di prima classe                          | aviere scelto                            | Camicia nera scelta                          |
| distintivo non previsto soldato             |                                             | comune di seconda classe                        | distintivo non previsto aviere           | Camicia nera                                 |

## Truppe coloniali indigene
Per quanto compresi all'interno delle forze armate del Regno d'Italia, le truppe coloniali indigene godevano di appositi gradi che non superavano il rango di sottufficiale.
| Avambraccio |                 |            |                 |            |        |        | insegna non prevista |
| Grado       | Sciumbasci capo | Sciumbasci | Bulucbasci capo | Bulucbasci | Muntaz | Uachil | Àscari               |